# جبريل ميراندا
جبريل ميراندا (بالإسبانية: Gabriel Miranda) (20 أغسطس 1968 مونتفيدو الأوروغواي - ) هو لاعب كرة قدم فنزويلي يلعب كلاعب وسط.

## روابط خارجية
- جبريل ميراندا على موقع الاتحاد الدولي (مؤرشف)  (الإنجليزية)
- جبريل ميراندا على موقع قاعدة بيانات كرة القدم.إي يو (الإنجليزية)
- جبريل ميراندا على موقع ناشيونال فوتبول تيمز (الإنجليزية)